# Międzynarodowy Festiwal Filmowy w Stambule
Międzynarodowy Festiwal Filmowy w Stambule (tur.: İstanbul Film Festivali) – festiwal filmowy odbywający się w Stambule od 1982 roku. Powstał z inicjatywy pisarza i scenarzysty Onata Kutlara. Jest to najstarszy festiwal filmowy w Turcji. Główną nagrodą przyznawaną w konkursie międzynarodowym jest Złoty Tulipan.

## Laureaci Złotego Tulipana
Na podstawie strony internetowej festiwalu
| Rok  | Film                                                                                | Reżyseria                 |
| ---- | ----------------------------------------------------------------------------------- | ------------------------- |
| 1985 | Rok 1984 (1984)                                                                     | Michael Radford           |
| 1986 | Yesterday                                                                           | Radosław Piwowarski       |
| 1987 | Chroń mnie, mój talizmanie (Храни меня, мой талисман / Chrani mienia, moj talisman) | Roman Bałajan             |
| 1988 | Travelling avant                                                                    | Jean-Charles Tacchella    |
| 1989 | Film bez tytułu (За сада без доброг наслова / Za sada bez dobrog naslova)           | Srđan Karanović           |
| 1990 | Granat i trzcina (نار و نی / Nar-o-nay)                                             | Saeed Ebrahimifar         |
| 1991 | Farendj                                                                             | Sabine Prenczina          |
| 1992 | Życie na strunie (边走边唱 / Bian zou bian chang)                                   | Chen Kaige                |
| 1993 | Manila paloma blanca                                                                | Daniele Segre             |
| 1994 | Błękitny wygnaniec (Mavi sürgün)                                                    | Erden Kıral               |
| 1995 | Pałac milczenia (صمت القصور / Samt El Qusur)                                        | Moufida Tlatli            |
| 1996 | Siostrzyczki (Zusje)                                                                | Robert Jan Westdijk       |
| 1997 | Król masek (变脸 / Bian Lian)                                                       | Wu Tianming               |
| 1998 | Lustro (آینه / Ayneh)                                                               | Dżafar Panahi             |
| 1999 | Wiatrem przeminęło z... (El viento se llevó lo que)                                 | Alejandro Agresti         |
| 2000 | Chmury w maju (Mayıs Sıkıntısı)                                                     | Nuri Bilge Ceylan         |
| 2001 | Nietykalna (Die Unberührbare)                                                       | Oskar Roehler             |
| 2002 | Magonia                                                                             | Ineke Smits               |
| 2003 | Niespodziewanie (Tan de repente)                                                    | Diego Lerman              |
| 2004 | Goodbye, Dragon Inn (不散 / Bu san)                                                 | Tsai Ming-liang           |
| 2005 | Żona Gillesa (La femme de Gilles)                                                   | Frédéric Fonteyne         |
| 2005 | Café Lumière (珈琲時光 / Kôhî jikô)                                                 | Hou Hsiao-hsien           |
| 2006 | Tristram Shandy: Wielka ściema (A Cock and Bull Story)                              | Michael Winterbottom      |
| 2007 | Reprise. Od początku, raz jeszcze (Reprise)                                         | Joachim Trier             |
| 2008 | Jajko (Yumurta)                                                                     | Semih Kaplanoğlu          |
| 2009 | Tony Manero                                                                         | Pablo Larraín             |
| 2010 | Boso, ale na rowerze (De helaasheid der dingen)                                     | Felix Van Groeningen      |
| 2011 | Mikrofon (ميكروفون / Microphone)                                                    | Ahmad Abdalla             |
| 2012 | Najsamotniejsza z planet (The Loneliest Planet)                                     | Julia Loktev              |
| 2013 | What Richard Did                                                                    | Lenny Abrahamson          |
| 2014 | Ślepowidzenie (Blind)                                                               | Eskil Vogt                |
| 2015 | Festiwal został odwołany.                                                           | Festiwal został odwołany. |
| 2016 | Potwór o tysiącu głów (Un monstruo de mil cabezas)                                  | Rodrigo Plá               |
| 2017 | Ornitolog (O Ornitólogo)                                                            | João Pedro Rodrigues      |
| 2018 | Western                                                                             | Valeska Grisebach         |
| 2019 | Gniazdo kolibra (벌새 / Beolsae)                                                    | Kim Bora                  |
| 2020 | Atlantyda (Атлантида)                                                               | Walentyn Wasjanowicz      |
| 2021 | Madalena                                                                            | Madiano Marcheti          |
| 2022 | Vortex                                                                              | Gaspar Noé                |
| 2023 | Trzecia wojna światowa (جنگ جهانی سوم / Jang-e jahani sevom)                        | Houman Seyyedi            |
| 2024 | Na zawsze, na zawsze (Назавжди-Назавжди / Nazawżdy-Nazawżdy)                        | Anna Buriaczkowa          |